# فنجاني شمالي
فنجاني شمالي (الاسم العلمي: Peziza borealis) هو نوع من الفطريات يتبع جنس الفنجاني من فصيلة الفنجانية.